# Ouassaho
Ouassaho è un arrondissement del Benin situato nella città di Bohicon (dipartimento di Zou) con 9.373 abitanti (dato 2006).